# Miam Monster Miam
Miam Monster Miam (Seraing, 16 december 1977), de artiestennaam van Benjamin Schoos, is een Belgische singer-songwriter en muziekproducent.

## Biografie
Benjamin Schoos, geboren op 16 december 1977 in Seraing, België, kreeg muziekles van zijn ouders toen hij een tiener was. Hij bezocht de muziekacademie en voorbereidende lessen voor het Conservatorium, die hij al snel liet vallen. Hij leerde zichzelf gitaar spelen.
Dan waren er nog de albums Soleil noir (2005), met voor het eerst Franse teksten van filmmaker Olivier Smolders, en L'histoire de William Buckner (2006). L'Homme-Libellule, een conceptalbum met spacepop, kwam uit in 2007.
Hij produceerde ook de soundtrack voor de film Nuit noire van Olivier Smolders en richtte de sectie Phantom music op. De sectie speelt bij verschillende gelegenheden met de artiesten die hij tekent en ook met Lio, Kramer, Marc Moulin, Marc Morgan, het Orchestre philharmonique de Liège, Jad Fair en Marie France.
Eind april 2010 bracht hij een single uit, J'aurai ta peau, opgenomen in Londen en geschreven met Michel Moers van de groep Telex. Negenenzestig versies van het nummer werden online uitgebracht. In september 2010 produceerde hij de compilatie Pan!, gewijd aan Europese garagerock, en bracht hij een nieuw album uit met The Loved Drones, de nieuwe naam van Phantom.

## Discografie
- 1998: When I was a Ninja
- 1998: Cum at the Liquid Fancy Fair
- 2000: Hey Tank !
- 2001: Have a Cup
- 2003: Forgotten Ladies
- 2005: Soleil Noir
- 2006: L'Histoire de William Buckner
- 2006: The Motherchild
- 2007: L'Homme Libellule
- 2010: Femme plastique
- 2012: China Man vs Chinagirl
- 2014: Une dernière danse
- 2014: Visiter la lune
- 2014: Beau Futur
- 2016: Night Music Love Songs
- 2017: Tour de chant
- 2017: Mélodie Souvenir
- 2018: All Night Every Night featuring Dent May
- 2018: Quand la nuit tombe sur l'Orchestre
- 2020: Doubt in my Heart
- 2021: The Love Note